# Discografia dei Takida
Questa pagina contiene l'intera discografia dei Takida.

## Album in studio
| Anno | Titolo              | Massima posizione | Massima posizione | Massima posizione | Certificazioni e vendite |
| Anno | Titolo              | SWE               | FIN               | GER               | Certificazioni e vendite |
| ---- | ------------------- | ----------------- | ----------------- | ----------------- | ------------------------ |
| 2006 | ...Make You Breathe | 7                 | —                 | —                 |                          |
| 2007 | Bury the Lies       | 1                 | —                 | —                 | - SWE: Platino, 40,000+  |
| 2009 | The Darker Instinct | 1                 | —                 | —                 | - SWE: Platino, 40,000+  |
| 2011 | The Burning Heart   | 1                 | —                 | —                 | - SWE: Oro               |
| 2014 | All Turns Red       | 2                 | —                 | —                 |                          |
| 2016 | A Perfect World     | 1                 | —                 | —                 |                          |
| 2019 | Sju                 | 5                 | —                 | 29                |                          |

## Raccolte
| Anno | Titolo                         | Massima posizione | Massima posizione | Massima posizione | Certificazioni e vendite |
| Anno | Titolo                         | SWE               | FIN               | GER               | Certificazioni e vendite |
| ---- | ------------------------------ | ----------------- | ----------------- | ----------------- | ------------------------ |
| 2012 | A Lesson Learned - The Best Of | 2                 | —                 | —                 |                          |

## Singoli
| Anno | Singolo                     | Massima posizione | Massima posizione | Certificazioni e vendite       | Album           |
| Anno | Singolo                     | SWE               | FIN               | Certificazioni e vendite       | Album           |
| ---- | --------------------------- | ----------------- | ----------------- | ------------------------------ | --------------- |
| 2006 | Losing                      | 2                 | —                 | ...Make You Breathe            |                 |
| 2006 | Jaded                       | —                 | —                 | ...Make You Breathe            |                 |
| 2006 | Reason To Cry               | —                 | —                 | ...Make You Breathe            |                 |
| 2007 | Halo                        | 50                | —                 | Bury the Lies                  |                 |
| 2007 | Curly Sue                   | 1                 | —                 | Bury the Lies                  | SWE: Platino    |
| 2008 | The Dread                   | —                 | —                 | Bury the Lies                  |                 |
| 2008 | Handlake Village            | 16                | —                 | Bury the Lies                  |                 |
| 2009 | As You Die                  | 20                | —                 | The Darker Instinct            |                 |
| 2009 | The Things We Owe           | 3                 | —                 | The Darker Instinct            |                 |
| 2010 | Never Alone Always Alone    | 12                | —                 | The Darker Instinct            |                 |
| 2010 | Deadlock                    | —                 | —                 | The Darker Instinct            |                 |
| 2011 | Was it I?                   | —                 | —                 | The Burning Heart              |                 |
| 2011 | Haven stay                  | —                 | —                 | The Burning Heart              |                 |
| 2011 | You learn                   | 5                 | —                 | The Burning Heart              | SWE: 2x Platino |
| 2012 | Fire Away                   | —                 | —                 | The Burning Heart              |                 |
| 2012 | Swallow (Until You're Gone) | —                 | —                 | A Lesson Learned - The Best Of |                 |

## Video musicali
| Year | Song              | Album               |
| ---- | ----------------- | ------------------- |
| 2006 | Losing            | ...Make You Breathe |
| 2007 | Curly Sue         | ...Bury the Lies    |
| 2008 | Handlake Village  | ...Bury the Lies    |
| 2009 | As You Die        | The Darker Instinct |
| 2009 | The Things We Owe | The Darker Instinct |
| 2011 | Was it I?         | The Burning Heart   |
| 2011 | Haven stay        | The Burning Heart   |
| 2011 | You learn         | The Burning Heart   |